# Uyugan
Uyugan (Bayan ng Uyugan) är en kommun i Filippinerna. Kommunen ligger på ön Luzon, och tillhör provinsen Batanes. Folkmängden uppgår till 1 297 invånare år 2015.
Uyugan delas in i 4 barangayer.